# Olympische Sommerspiele 1972/Ringen – Freistil Superschwergewicht (Männer)
Das Freistilringen der Männer in der Klasse über 100 kg bei den Olympischen Sommerspielen 1972 wurde vom 27. bis 31. August in der Ringer-Judo-Halle auf dem Messegelände Theresienhöhe ausgetragen.

## Wettkampfformat
Die Kampfzeit war auf drei Mal drei Minuten beschränkt. Ein Ringer blieb solange im Turnier, bis er mit sechs Minuspunkten belastet war. Sobald nur noch zwei oder drei Athleten übrig waren, wurde eine Finalrunde um die Medaillen ausgetragen.
Minuspunkte wurden wie folgt verteilt:
- 0,5: Sieg durch technische Überlegenheit
- 1: Sieg nach Punkten
- 2: Unentschieden
- 2,5: Unentschieden, Passivität
- 3: Niederlage nach Punkten
- 3,5: Niederlage durch technische Überlegenheit des Gegners
- 4:  Niederlage durch Schultersieg des Gegners, Passivität, Verletzung

## Ergebnisse
Legende
- MPG – Minuspunkte Gesamt
- MPK – Minuspunkte in diesem Kampf

### Runde 1
| MPG | MPK |                      | Zeit |                        | MPK | MPG |
| --- | --- | -------------------- | ---- | ---------------------- | --- | --- |
| 1   | 1   | Stanisław Makowiecki |      | Yorihide Isogai        | 3   | 3   |
| 3,5 | 3,5 | Miguel Zambrano      |      | Moslem Eskandar-Filabi | 0,5 | 0,5 |
| 3   | 3   | Chris Taylor         |      | Alexander Medwed       | 1   | 1   |
| 0   | 0   | Gıyasettin Yılmaz    | 1:17 | Oldřich Vlasák         | 4   | 4   |
| 0   | 0   | Wilfried Dietrich    | 5:22 | István Maróthy         | 4   | 4   |
| 1   | 1   | Osman Duraliew       |      | Peter Germer           | 3   | 3   |
| 0   |     | Ștefan Stîngu        |      | Freilos                |     |     |

### Runde 2
| MPG | MPK |                        | Zeit |                      | MPK | MPG |
| --- | --- | ---------------------- | ---- | -------------------- | --- | --- |
| 2,5 | 2,5 | Ștefan Stîngu          |      | Stanisław Makowiecki | 2,5 | 3,5 |
| 4   | 1   | Yorihide Isogai        |      | Miguel Zambrano      | 3   | 6,5 |
| 3,5 | 3   | Moslem Eskandar-Filabi |      | Chris Taylor         | 1   | 4   |
| 1   | 0   | Alexander Medwed       | 8:59 | Gıyasettin Yılmaz    | 4   | 4   |
| 8   | 4   | Oldřich Vlasák         | 6:54 | Wilfried Dietrich    | 0   | 0   |
| 8   | 4   | István Maróthy         | 4:56 | Osman Duraliew       | 0   | 1   |
| 3   |     | Peter Germer           |      | Freilos              |     |     |

### Runde 3
| MPG | MPK |                      | Zeit |                        | MPK | MPG |
| --- | --- | -------------------- | ---- | ---------------------- | --- | --- |
| 5   | 2   | Peter Germer         |      | Ștefan Stîngu          | 2   | 4,5 |
| 7,5 | 4   | Stanisław Makowiecki | 2:35 | Moslem Eskandar-Filabi | 0   | 3,5 |
| 8   | 4   | Yorihide Isogai      | 1:45 | Chris Taylor           | 0   | 4   |
| 2   | 1   | Alexander Medwed     |      | Wilfried Dietrich      | 3   | 3   |
| 8   | 4   | Gıyasettin Yılmaz    | 2:31 | Osman Duraliew         | 0   | 1   |

### Runde 4
| MPG | MPK |                | Zeit |                        | MPK | MPG |
| --- | --- | -------------- | ---- | ---------------------- | --- | --- |
| 8   | 3   | Peter Germer   |      | Moslem Eskandar-Filabi | 1   | 4,5 |
| 8,5 | 4   | Ștefan Stîngu  | 1:26 | Alexander Medwed       | 0   | 2   |
| 5   | 1   | Chris Taylor   |      | Wilfried Dietrich      | 3   | 6   |
| 1   |     | Osman Duraliew |      | Freilos                |     |     |

### Runde 5
| MPG | MPK |                        | Zeit |                  | MPK | MPG |
| --- | --- | ---------------------- | ---- | ---------------- | --- | --- |
| 4   | 3   | Osman Duraliew         |      | Chris Taylor     | 1   | 6   |
| 8,5 | 4   | Moslem Eskandar-Filabi | 4:01 | Alexander Medwed | 0   | 2   |

### Finalrunde
| MPG | MPK |                | Zeit |                  | MPK | MPG |
| --- | --- | -------------- | ---- | ---------------- | --- | --- |
| 3   | 3   | Osman Duraliew |      | Alexander Medwed | 1   | 1   |